# Scorponok
 (mai 2023).
Si vous disposez d'ouvrages ou d'articles de référence ou si vous connaissez des sites web de qualité traitant du thème abordé ici, merci de compléter l'article en donnant les références utiles à sa vérifiabilité et en les liant à la section « Notes et références ».
Scorponok est le nom de différents personnages de l'univers fictif de Transformers. C'est aussi le nom anglais du prédator Scorpinor dans la série Animutants.
- Nom : Scorponok
- Affiliation : Decepticons
- Mode animal : scorpion géant robotique
- Armes : dard caudal, pinces-perforatrices et lance-missiles

## Séries animées

### Génération 1
Scorponok a été créé par le Lord Zarak dans le but de détrôner Galvatron. Mais Scorponok finira commandant en second après la mort de Cyclonus son prédécesseur dans la série Headmaster. Galvatron se fera tuer par Forteresse Maximus et Scorponok prendra sa place sous le nom de Méga Zarak. Après un combat avec Maximus Méga, Zarak mourra. Mais il reviendra à la vie grâce à Devil Z sous le nom de Black Zarak ou Dark Scorponok.Il reprendra le commandement des décepticons qu'il partagera avec King Poseïdon. Violengiger viendra lui enlever son titre et fera devenir Dark Scorponok un de ses 9 généraux avec King Poseïdon, Menasor, Devastator, Trypticon, Predaking, Abominus, Bruticus et Overlord.

### Animutants
Cette série introduit un autre Scorponok différent de l'original (appelé Scorpinor en VF). Il est ici un Predacon se changeant en Scorpion et le commandant en second de Mégatron II après la désertion de Dinobot.
Il est très dévoué à son chef et veut constamment prouver sa valeur en tant que commandant en second. Ses armes principales sont des missiles ainsi qu'un drône en forme de mouche qu'il utilise pour observer les alentours, mais s'en est également servi pour infecter Optimus Primal avec un virus le rendant particulièrement agressif.
Dans le premier épisode de la saison 2, il est touché par la vague quantique provoquée par la destruction du canon destructeur de planète des Voks. Perdant le contrôle de la plateforme mobile sur laquelle Terosaure et lui se trouvaient, les deux chutent dans de la lave et trouvent la mort, alors qu'ils commençaient à muter en forme Transmétal.

### Transformers Energon
Dans la série Transformers Energon, Scorponok est le chef des Terrorcons, un nouveau groupe de transformers récemment arrivé sur Terre. Il souhaite s'emparer de l'énergon présent sur la planète, et l'utiliser pour ressusciter Unicron.

### Transformers: Robots in Disguise(2015)
Dans cette série faisant suite à Transformers: Prime, Scorponok est un ancien gladiateur, qui fut arrêté pour sa grande violence. Il fut un prisonnier du vaisseau Alchemor jusqu'à ce qu'il s'écrase sur Terre. Libéré de sa cellule dans le crash, il s'allia avec Glowstrike et Saberhorn et le trio prit le contrôle de la moitié du vaisseau, asservissant au passage les mini-cons gardiens. Par la suite, il envoyèrent des Decepticons au quatre coins du globe pour récupérer de quoi réparer le vaisseau-prison.
Il est également une vieille connaissance de Grimlock, ce dernier ayant endommagé son système vocal lors d'un combat, lui donnant depuis un tic de langage.

### La trilogie de la Guerre pour Cybertron
Dans cette série, les deux Scorponok (celui de la série G1 et celui d'Animutants) font leur apparition.
le Scorponok original apparait dans la deuxième partie et fait partie d'un peuple de Transformers crée par les Quintessons et qui n'a pas eu la chance de se rebeller contre leur oppression. Étant le seul survivant de son espèce, il erre seul sur sa planète dévastée, et détruit tous ceux qui osent "souiller" son monde.
Plusieurs années plus tard, Scorponok reçoit la visite des Autobots venus dégager un vaisseau cybertronien bouchant l'entrée d'un pont spatial dans l'objectif de se rendre sur la planète où l'Allspark a été envoyé. Il décide d'anéantir ces nouveaux "parasites" et se heurte également aux Decepticons et à Megatron. Il est maitrisé, avec le chef Decepticon, par Wheeljack qui désactive la gravité du vaisseau. Il n'est plus revu par la suite, on peut supposer qu'il a été envoyé dans l'univers des morts ou bien tué par Megatron.
Le Scorponok Predacon apparait quant à lui dans la troisième partie où il est envoyé avec Astrotrain pour intercepter Rattrap venu libérer Serdacier, ils seront tous les deux vaincus par l'intervention de Mirage. Il est revu par la suite participant au combat final contre Galvatron et Némésis Prime.

## Films

### Transformers (film)
Dans le film, Scorponok est un decepticon faisant équipe avec Blackout, à bord duquel il est embarqué au début de l'histoire. Lorsque Blackout attaqua une base dans le désert, il lâcha Scorponok pour éliminer les éventuels survivants. Scorponok poursuivit les derniers soldats humains, mais ceux-ci parvinrent à appeler des secours, deux Fairchild A-10 Thunderbolt II et un Lockheed AC-130 Spooky, et le decepticon, après avoir perdu un bout de sa queue, dut s'enfuir sous terre. C'est en analysant les restes de sa queue qu'on découvrit les armes les plus à même de faire face aux decepticons.
On remarque que, dans le film, Scorponok est le seul transformer à ne pas se transformer, bien que son jouet en soit capable. Il est aussi l'un des trois seuls decepticons dont la mort n'a pas été confirmée, avec Barricade et Starscream. Les scénaristes ont en outre précisé qu'il était davantage inspiré du personnage Scorpinor de la série Animutants que du Scorponok de la série originale.

### Transformers 2: la Revanche
Scorponok apparaît dans le second film, comme vu dans les trailers. Sa queue a été réparée. Il attaque Jetfire durant la bataille d'Égypte, peu après la mort de Mixmaster. Il endommage fortement l'Autobot, mais il se fait finalement écrabouiller la tête d'un coup de poing. Il n'y joue qu'un rôle à la fois premier et secondaire bien que le premier film le rendait secondaire.

### Transformers: Rise of the Beasts
Bien que le personnage ne fasse aucune apparition dans le film, un clin d'œil y est fait. En effet, Unicron utilise des drônes à l'apparence de scorpions pour attaquer la planète des Maximals et la Terre. Par ailleurs, le jouet basé sur le drône est officiellement appelé Scorponok.

## Transformers 1le jeu vidéo
- Scorponok apparait dans ce jeu. Le joueur peut le jouer dans le premier et l'avant-dernier niveau. Dans le premier, il doit détruire les camions qui émettent un signal et, dans l'autre, il doit détruire les machines qui ont été transformées en Transformers.